# Maskerade (Achterbahn)
Maskerade ist eine Stahlachterbahn des Herstellers Gerstlauer Amusement Rides im Prater (Wien, Österreich), die am 1. Mai 2015 eröffnet wurde.
Die 236 m lange Strecke des Spinning Coasters befindet sich zum größten Teil in einer verdunkelten Halle mit Lichteffekten, womit die Bahn ebenfalls zur Kategorie der Dunkelachterbahnen zählt. Nur ein kleiner Teil der Strecke befindet sich außerhalb der Halle. Ein vertikaler Aufzug befördert die Wagen in eine Höhe von 10 m. Auf der Strecke beschleunigen die Wagen auf eine Höchstgeschwindigkeit von 41 km/h und es entwickeln sich 2,8g.

## Wagen
Maskerade besitzt fünf Wagen mit jeweils zwei Reihen à zwei Personen. Wie bei den Spinning Coastern des Herstellers üblich, sitzen sich die Fahrgäste der beiden Reihen gegenüber.